# Wanggongchang-Explosion
Die Wanggongchang-Explosion (chinesisch 王恭廠大爆炸), auch Große Tianqi-Explosion (chinesisch 天啟大爆炸), war eine Explosionskatastrophe, die sich am 30. Mai 1626 in Peking, der Hauptstadt der chinesischen Ming-Dynastie, ereignete. Ein großer Teil Südwest-Pekings wurde dabei zerstört. Das Zentrum der Explosion war eine große Schwarzpulverfabrik. Nach zeitgenössischen Angaben starben etwa 20.000 Menschen, was das Ereignis zur schwersten Explosionskatastrophe in Friedenszeiten und einer der schwersten der Geschichte machen würde. Einige Historiker bewerten das Ereignis als schlimmste Katastrophe in der Geschichte Pekings.

## Wanggongchang-Waffenfabrik
Peking war kulturelles und politisches Zentrum der Ming-Dynastie und damals mit etwa zwei Millionen Bewohnern die größte Stadt der Welt. Die Waffenfabrik Wanggongchang befand sich etwa drei Kilometer südwestlich der Verbotenen Stadt im heutigen Distrikt Xicheng. Sie war eine von sechs großen Schwarzpulverfabriken im Großraum Peking, die vom Ministerium für öffentliche Arbeiten verwaltet wurden, und außerdem Produktionsstätte für Pfeile, Klingenwaffen und Kanonen sowie Lager für Rüstungen, Schusswaffen, Bögen, Munition und Schwarzpulver für die Shenjiying, eine Militärabteilung, die für die Verteidigung der Hauptstadt verantwortlich war. Dort arbeiteten etwa 70 bis 80 Menschen.
Im frühen 17. Jahrhundert befanden sich die Armeen der Ming-Dynastie in einem Wettrüsten mit den Mandschu und neue Schusswaffen, darunter Kopien europäischer Waffen, die von Portugiesen nach China gebracht wurden, wurden als wichtige Verteidigungsressourcen gesehen. Damit die Waffen nicht dem Feind in die Hände fallen konnten, waren die Fabriken innerhalb der Stadtmauern Pekings angesiedelt.

## Hergang
Ein detaillierter Bericht der Explosion stammt aus einem Dibao (einer offiziellen Zeitung) mit dem Titel „Offizielle Bekanntmachung Himmlischer Katastrophe“ (天變邸抄 Tiānbiàn Dǐchāo). Demnach ereignete sich die Explosion zur Doppelstunde Sì shi, also zwischen 9 und 11 Uhr morgens, am 30. Mai 1626. Bei klarem Himmel wurde in der Stadt auf einmal ein lautes, dröhnendes Donnern aus dem Nordosten vernommen, das sich nach Südwesten ausbreitete, gefolgt von Staubwolken und einem Erbeben der Häuser. Anschließend gab es einen hellen Blitz mit einem „großen Licht“ und einen lauten Knall, der „den Himmel zerbrach und die Erde zermahlte“; der Himmel wurde schwarz und alles innerhalb von drei bis vier Li (etwa zwei km) und 13 Quadratli (etwa vier km²) wurde komplett zerstört. Nach anderen Berichten wurde vor der Explosion zunächst eine Rauchsäule über der Fabrik gesichtet.
Trümmer wie Ziegelsteine und Dachziegel und sogar menschliche Körperteile regneten auf die Stadt nieder. Tausende Häuser wurden zerstört und die Straßen waren nicht wiederzuerkennen, übersät mit Schutt und herabgefallenen Dachziegeln. Große Bäume wurden entwurzelt und bis ins ländliche Miyun auf der anderen Seite der Stadt geschleudert; ein 5000 Kätti (etwa drei Tonnen) schwerer Wächterlöwe wurde über die Stadtmauer katapultiert. Der Boden um die Wanggongchang-Waffenfabrik, wo sich die Explosion ereignete, war mehr als zwei Tschan (etwa 6,5 m) abgesunken, jedoch erstaunlicherweise wenig vom Feuer zerstört. Die Leichen, die nicht vernichtet worden waren, wurden nackt und mit seltsamen Rückständen bedeckt aufgefunden. Die Wolken über dem Epizentrum sahen angeblich aus wie chaotische Seidenfäden; einige waren vielfarbig und andere sahen aus wie schwarze Lingzhi-Pilze, die sich in den Himmel erhoben und erst Stunden später auflösten. Nach anderen Angaben gab es nur eine große schwarze pilzförmige Wolke, die innerhalb einer Minute entstand.
Der Knall wurde bis in die Distrikte Miyun und Changping im Norden, Tongzhou im Osten (40 km entfernt) und Hexiwu im Süden gehört, und Erschütterungen wurden mehr als 150 km entfernt in Zunhua (wo man auch den Knall vernehmen konnte), Xuanhua, Tianjin, Datong and Guangling verspürt. Einige Außenposten gingen zunächst von einem Erdbeben aus. Etwa die Hälfte Pekings war betroffen, vom Xuanwumen-Tor im Süden bis zur heutigen Chang’an-Straße im Norden. Die Stadt verfiel in Panik.
Mehrere Regierungsbeamte wurden bei der Explosion verletzt, getötet oder verschwanden; einige wurden unter ihren eigenen Häusern begraben. Minister für öffentliche Arbeiten Dong Kewei (董可威) brach sich beide Arme und musste sich später aus der Politik zurückziehen. Die Paläste der Verbotenen Stadt wurden zu der Zeit renoviert, nach einigen Angaben wurden über 2000 Arbeiter von den Dächern geschüttelt und starben.
Kaiser Tianqi saß zum Zeitpunkt der Explosion beim Frühstück im Palast der Himmlischen Reinheit (Quanqinggong). Nach dem ersten Beben verfielen viele der Diener in Panik und der Kaiser lief zur Halle der Berührung von Himmel und Erde (Jiaotaidian), gefolgt nur von einem einzigen Wächter, der ruhig blieb, aber später von einem herabfallenden Ziegel getötet wurde. Der einzige verbliebene Erbe Tianqis, der sieben Monate alte Kronprinz Zhu Cijiong (朱慈炅), starb bei dem Schock. Daher folgte bei dem Tod des Kaisers im folgenden Jahr sein einziger überlebender Bruder als Chongzhen auf den Thron.

## Folgen
Die späte Ming-Dynastie befand sich zur Zeit der Explosion in einer Krise durch Korruption, Faktionenkonflikte und verschiedene Naturkatastrophen (möglicherweise durch die Kleine Eiszeit verstärkt), die zu Bauernaufständen und Rebellionen führten. Teile der imperialen Offiziere kritisierten den Kaiser und glaubten, die Explosion sei eine himmlische Bestrafung für des Kaisers persönliche Inkompetenz (Tianqi beschäftigte sich mehr mit Holzarbeiten als dem Regieren). Manche zogen gar das himmlische Mandat des Kaisers in Zweifel. Tianqi wurde gezwungen, ein Bußedikt zu verkünden, und gab 20.000 Goldtael für die Rettungsarbeiten aus.
Die Zerstörung der Waffenfabrik, die zu den größten Lagern und Fabriken für Geschütze und Munition in China gehörte, führte zu einem Materialverlust, von dem sich die Ming-Dynastie nie ganz erholte. Das Gold, das für die Hilfsgüter ausgegeben wurde, belastete die Staatskasse, die bereits unter steigenden Militärausgaben in der Mandschurei gegen die (letztlich erfolgreiche) Jurchen-Rebellion unter Nurhaci und Steuerhinterziehung der oberen Mittelklasse im wohlhabenderen Süden Chinas litt. Der Glaube an himmlische Bestrafung aufgrund des Versagens des Kaisers zehrte weiter an der Autorität und Unterstützung für die regierende Ming-Dynastie. Die Explosion wird gelegentlich als Beweis für den Niedergang der administrativen Qualität der Ming-Regierung angeführt.
Als Tianqis Bruder ihm 1627 als Kaiser Chongzhen nachfolgte, da der Kronprinz bei der Explosion gestorben war, beseitigte er den verhassten, bis dahin den Großteil der Regierungsgeschäfte führenden Eunuchen Wei Zhongxian und dessen Unterstützer, was die Stabilität des Ming-Hofes stark verringerte. Die inneren Konflikte zwischen der wiederauflebenden Donglin-Bewegung, die Wei brutal unterdrückt hatte, und ihren politischen Gegnern flammte auf, was zusammen mit Chongzhens Ungeduld und Impulsivität den Niedergang der Ming-Dynastie 18 Jahre später beschleunigte.

## Ursache
Die Wanggongchang-Waffenfabrik war in der Lage, innerhalb von fünf Tagen 3000 Kätti (etwa 1,8 Tonnen) Schwarzpulver zu produzieren. Bereits direkt nach der Katastrophe wurde eine unbeabsichtigte Entzündung des gelagerten Schwarzpulvers als Ursache gesehen. Als konkrete Ursachen wurden gefährlicher Umgang mit dem Schwarzpulver während Produktion und Transport, elektrostatische Entladung oder Sabotage durch Spione der Späteren Jin-Dynastie vorgeschlagen. Die genaue Ursache lässt sich heute nicht mehr abschließend feststellen. Zeitgenössische Erklärungen wurden maßgeblich durch Aberglauben beeinflusst.
Heutige Historiker sind sich noch nicht einmal einig, ob überhaupt eine Sprengstoffexplosion stattfand. Es bestand der Verdacht, die offizielle Darstellung könnte sensationalisiert gewesen sein. Im Laufe der Zeit wurden auch alternative Theorien für die Ursache der Zerstörung verbreitet, so eine Aufstauung entzündlicher Gase, eine Meteoritenexplosion und ein Vulkanausbruch. Argumente gegen die klassische Schwarzpulver-Erklärung sind, dass im Epizentrum und an Kleidung kaum Brandspuren gefunden wurden, sowie weit weg geschleuderte Kleidung, Bäume und Menschen. Die Sprengkraft der Explosion wurde später von einigen Forschern auf etwa 20.000 Tonnen TNT-Äquivalent geschätzt, vergleichbar mit der Kernwaffe, die 1945 auf Hiroshima abgeworfen wurde – die Menge des gelagerten Schwarzpulvers hätte für solch eine Explosion jedoch nicht ausgereicht. Wenn die Explosion 100 km entfernt gehört werden konnte, hätte nach einigen Angaben außerdem die gesamte Stadt zerstört werden müssen. Ebenso soll eine Person die Explosion am Epizentrum überlebt haben.
Eine Konferenz in Peking im Jahr 1986 anlässlich des 360. Jahrestags der Katastrophe untersuchte verschiedene Ursachen und schloss, dass ein Erdbeben Gase freigesetzt habe, die eine Explosion und das anschließende Feuer verursachten. Die Theorien zu spontaner Schwarzpulverexplosion, Meteoriteneinschlag und Untergrund-Vulkanausbruch wurden zurückgewiesen. Eine Gruppe chinesischer und US-amerikanischer Wissenschaftler argumentierte 2013, die Zerstörung könne das Werk eines großen Tornados gewesen sein, der auch die Explosion verursachte. Dies würde die entkleideten Körper und weit verstreuten Trümmer erklären. Der Knall sei demnach auf eine Schwarzpulverexplosion innerhalb des Tornados zurückzuführen und von diesem verstärkt worden. Ein Wirbel habe in der Luft von Peking nach Jizhou existiert; der Tornado am einen Ende habe zur Katastrophe in Peking und der am anderen Ende zur Zerstörung in Jizhou geführt. Die Schwarzpulverexplosion über Wanggongchang habe eine große Menge Energie freigesetzt, die den Tornado von Klasse 3 zu Klasse 5 auf der Fujita-Skala verstärkt und die zerstörte Fläche stark vergrößert habe.

## Verarbeitung
Die Katastrophe erhielt die Beachtung vieler zeitgenössischer Gelehrter und tauchte anschließend häufig in Schriften des Ming-Qing-Übergangs im 17. Jahrhundert auf. Der ursprüngliche Bericht wurde transkribiert und in verschiedenen Texten als „Offizielle Bekanntmachung Himmlischer Katastrophe“ bewahrt. Die Gelehrten Liu Tong und Yu Yizheng verarbeiten in ihrem Werk „Eine Zeichnung der Orte und Objekte in der Kaiserlichen Hauptstadt“ (Dijing jingwulüe) von 1635 Details aus dem Bericht und stellen die Explosion in ihrem zeitgenössischen Umfeld dar.
Nach dem Untergang der Ming-Dynastie begannen die Gelehrten, dessen sozio-politische Ursachen in historischen Texten zu untersuchen. Ji Liuqi stellt die Explosion in seinem Werk „Ein Kompendium der Ereignisse im Norden während der letzten Ming-Jahre“ (Mingji beilüe) von 1670 als Zeugnis der „rechtmäßigen Proteste“ der Donglin-Aktivisten gegen Eunuchen dar, während Wu Weiye in „Das Kompendium der Banditenbesänftigung“ (Suikou jilüe) von 1658 die Interpretation der Katastrophe als Himmelsomen vertritt, das den Untergang der Ming-Dynastie andeutete. Spätere Qing-Schriftsteller veränderten frühere Texte, um ihre eigenen politischen Ansichten zu verdeutlichen, darunter insbesondere die Kriminalisierung des Eunuchen Wei Zhongxian.